# Santa María Coacuacán
Santa María Coacuacán är en ort i Mexiko.   Den ligger i kommunen Huatlatlauca och delstaten Puebla, i den sydöstra delen av landet, 140 km sydost om huvudstaden Mexico City. Santa María Coacuacán ligger 1 499 meter över havet och antalet invånare är 227.
Terrängen runt Santa María Coacuacán är varierad. Runt Santa María Coacuacán är det ganska glesbefolkat, med 25 invånare per kvadratkilometer. Närmaste större samhälle är San Sebastián Tenango, 7,5 km väster om Santa María Coacuacán. Omgivningarna runt Santa María Coacuacán är en mosaik av jordbruksmark och naturlig växtlighet.